# Krisse Salminen
Krisse Salminen, född som Heidi Kristiina Salminen den 28 maj 1976 i Hollola, Finland, är en finsk ståuppkomiker och TV-värdinna. Hon är också känd för att hon vid Eurovision Song Contest 2007 dök upp som gästvärd och green room-reporter. Hon har lett TV-showerna Krisse Show och Krisse Road Show.

## Filmografi

### TV-serier
- Krisse (2004–2005)
- Krisse Show (2006–2007)
- Krisse Road Show (2007)
- Röyhkeä diplomaatti (2007)
- Ne Salmiset (2009–2010)
- Krissen vaaligrilli (2011–)

### Filmer
- Robotar (2005)
- Kejsarens hemlighet (2006) (röst)
- Shrek den tredje (2007)